# Asteroschema tumidum
Asteroschema tumidum är en ormstjärneart som beskrevs av George Richard Lyman 1879. Asteroschema tumidum ingår i släktet Asteroschema och familjen Asteroschematidae. Inga underarter finns listade i Catalogue of Life.